# Хаммо Яків Михайлович
Я́ків Миха́йлович Хаммо — український спортсмен-дзюдоїст, представляє Донецьку область.
Перший тренер у Донецьку — Євген Подолякін.
Станом на червень 2015 року — студент 4 курсу Донецького національного університету.

## Спортивні досягнення
- бронзова медаль чемпіонату світу серед юніорів, Форт-Лодердейл, 2014,
- золота медаль юніорського чемпіонату Європи,
- у червні 2015 року на Перших Європейських іграх у Баку здобув бронзову нагороду, вагова категорія понад 100 кг.

Опісля отримав спеціальну нагороду — «Дух дзюдо» — його суперник зазнав травми й не міг зійти з татамі, Яків до роздягальні його відніс.
- на початку травня 2016-го здобув золоту медаль на турнірі Grand-Slam з дзюдо в Баку.
- здобув ліцензію та захищав честь України на Літніх Олімпійських іграх, хоча його конкурентами були більш досвідчені Станіслав Бондаренко та Олександр Гордієнко.
- листопад 2016 — виграв молодіжний чемпіонат Європи до 23 років.

### Виступи на Олімпіадах
| Олімпіада | Вагова категорія | Супротивник    | Стадія | Рез | Супротивник          | Стадія | Рез | Місце |
| Ріо 2016  | 100 + кг         | Sidibé ( BUR ) | 1 круг | виг | Краковецький ( КГЗ ) | 2 круг | пр  | 17    |